# Navarro (Argentina)
Navarro è una città dell'Argentina, capoluogo del partido di Navarro, nella provincia di Buenos Aires.

## Geografia
Navarro sorge sulle sponde orientali della laguna omonima ed è situata a 121 km a sud-ovest di Buenos Aires, nella regione della Pampa.

## Storia
Le fonti più accreditate indicano nel nome della città un omaggio al capitano Miguel Navarro, al quale Juan de Garay consegnò le terre abitate dal cacique Pibisque (o Chivilque) insieme ai suoi indigeni; alcuni studiosi deducono che da questo fatto fu chiamato con il nome di "Navarro" il lago sul quale nel 1767 sorse un forte con mansioni difensive. A partire dal 1782 attorno al forte si stabilirono le prime famiglie di coloni, favorendo la nascita di un villaggio.
Il 9 dicembre 1828 si combatté poco più a sud del villaggio la battaglia di Navarro, nella quale Juan Lavalle sconfisse il governatore deposto Manuel Dorrego; quest'ultimo, catturato, fu giustiziato pochi giorni dopo nei pressi di una fattoria della zona.

## Monumenti e luoghi d'interesse
- Chiesa di San Lorenzo

## Cultura

### Cinema
Gran parte delle riprese del film El ciudadano ilustre (2016) si sono svolte qui.

### Istruzione

#### Musei
- Museo Storico Biografico "Manuel Dorrego"